# Valentín Gramajo
Carlos Valentín Gramajo Maldonado (Guatemala, 13 de marzo de 1956) es politólogo y político guatemalteco que fue diputado del congreso de Guatemala desde 2008 hasta 2016. Se desempeñó como Secretario General del partido Patriota entre 2015 y 2016 y candidato a vicepresidente de Guatemala en 2015.

## Carrera política
Su carrera política inició cuando junto a otros políticos, entre estos Otto Pérez Molina y Roxana Baldetti fundaron el Partido Patriota en el año 2002, este fue un partido que gobernó en Guatemala, en dos ocasiones, de 2004 al 2008 (en coalición) y de 2012 a 2015. Gramajo fue el tercer afiliado del partido político.
En el año 2007 fue elegido como diputado al Congreso de la República de Guatemala del Listado Nacional, por el Partido Patriota -PP-, para el período del 14 de enero de 2008 al 14 de enero de 2012, siendo reelegido en el año 2011 para el período 2012-2016 por el mismo distrito.
Al ser uno de los fundadores del Partido Patriota ocupó varios cargos directivos dentro del partido, siendo uno de los últimos el de Secretario de Actas y posteriormente asumió como Secretario General del partido luego de que el Tribunal Supremo Electoral suspendiera del cargo a Roxana Baldetti, que había sido reelegida pero al ser la Vicepresidente del país no podía ejercer cargos directivos en ningún partido político. En septiembre de 2014 fue suspendida Baldetti como secretaria general, asumió de forma interina Alejandro Sinibaldi quién se perfilaba como candidato presidencial, sin embargo, en febrero de 2015 renunció y asumió Gramajo en sustitución.
En abril Sinibaldi renunció al partido y a ser posiblemente el candidato presidencial, por lo que el 17 de mayo de 2015, el Partido Patriota proclamó a Mario David García como candidato a la presidencia y a Gramajo como candidato a la vicepresidencia para participar en las elecciones generales del 6 de septiembre de 2015. Anteriormente Gramajo había sido inscrito como candidato a diputado por lo que en un principio su candidatura vicepresidencial fue rechazada, pero al renunciar a la casilla de diputado pudo participar.
García y Gramajo obtuvieron el 4.47% de los votos válidos, el binomio obtuvo un total de 214.532 votos, ubicándose en el séptimo lugar de las preferencias del electorado. Después de muchos casos de corrupción en el que estuvieron involucrados miembros del Partido Patriota, Gramajo presentó su renuncia a la secretaría general y su desafiliación al partido el 8 de junio de 2016, quedó en el cargo Otto Pérez Leal.
El 31 de enero de 2017 el Tribunal Supremo Electoral emitió una resolución en la que cancelaban al Partido Patriota, a partir de esa fecha el partido desapareció jurídicamente.